# Harmonisk funktion
En harmonisk funktion är en funktion som uppfyller Laplaces ekvation.

## Definition
Låt f : Rn → R, och låt U vara en öppen delmängd av Rn. f är harmonisk på U om f är två gånger kontinuerligt deriverbar på U och 
{\displaystyle \sum _{i=1}^{n}{\frac {\partial ^{2}f}{\partial x_{i}^{2}}}=0}
i varje punkt i U. Ekvationen ovan kallas Laplaces ekvation och skrivs ofta {\displaystyle \nabla ^{2}f=0} eller {\displaystyle \ \Delta f=0.}

## Koppling till analytiska funktioner
Följande sats visar att real- och imaginärdelarna av en analytisk funktion är harmoniska.
Sats 1.
Låt f(z) = u(x,y) + iv(x,y) vara analytisk på en öppen mängd U. Då är funktionerna u(x,y) och v(x,y) harmoniska på U.
Bevis.
Eftersom real- och imaginärdelarna av en analytisk funktion har kontinuerliga partiella andraderivator så gäller att
{\displaystyle {\frac {\partial }{\partial y}}{\frac {\partial u}{\partial x}}={\frac {\partial }{\partial x}}{\frac {\partial u}{\partial y}}}
Genom att använda Cauchy-Riemanns ekvationer får vi
{\displaystyle {\frac {\partial }{\partial y}}{\frac {\partial u}{\partial x}}={\frac {\partial }{\partial x}}{\frac {\partial u}{\partial y}}\Leftrightarrow {\frac {\partial ^{2}v}{\partial y^{2}}}=-{\frac {\partial ^{2}v}{\partial x^{2}}}}
vilket visar att v är harmonisk på U. Att även u är det visas analogt.
Genom att använda Cauchy-Riemanns ekvationer kan vi också, givet en harmonisk funktion u(x,y) finna en annan harmonisk funktion v(x,y) sådan att u(x,y) + iv(x,y) är analytisk. v är här ett så kallat harmoniskt konjugat av u.

## Exempel
Exempel på harmoniska funktioner:
{\displaystyle \ f(x_{1},x_{2})=\ln(x_{1}^{2}+x_{2}^{2})}
{\displaystyle \ u(x,y,z)={\frac {1}{\sqrt {x^{2}+y^{2}+z^{2}}}}}

## Egenskaper

### Medelvärdesegenskapen
Låt f: U → R vara kontinuerlig på en öppen mängd U {\displaystyle \subseteq } C. Antag att det för varje {\displaystyle z_{0}} i U gäller att
{\displaystyle \left\{z;\left|z-z_{0}\right|\leq \epsilon _{z_{0}}\right\}\subseteq U}
för något {\displaystyle \epsilon _{z_{0}}>0.} Om det gäller att
{\displaystyle f(z_{0})={\frac {1}{2\pi }}\int _{0}^{2\pi }f(z_{0}+\epsilon e^{it})\,dt}
för varje {\displaystyle 0<\epsilon <\epsilon _{z_{0}}}
så är f harmonisk.

### Maximum och minimum
Låt U vara en begränsad enkelt sammanhängande och öppen mängd med rand D. Om f är harmonisk på U och kontinuerlig på U och D så antar f sitt maximum och minimum på D. 

### Liouvilles sats
Om f är harmonisk och uppåt eller nedåt begränsad på Rn är f konstant.